# エッジウェア・ロード駅 (ベーカールー線)
エッジウェア・ロード駅 (エッジウェア・ロードえき、英語: Edgware Road station) はロンドン地下鉄ベーカールー線の鉄道駅で、パディントン駅とメリルボーン駅の間にある。トラベルカード・ゾーンは1。
この駅は、エッジウェア・ロードとベル・ストリートの角に建てられた。これは、他のエッジウェア・ロード駅と混乱しないようにしたためであり、この駅から約150m離れたところにメリルボーン高架道路があり、サークル線、ディストリクト線とハマースミス&シティー線に役に立っていた。
どちらのエッジウェア・ロード駅はノーザン・エンドにあるノーザン線の駅エッジウェア駅と混同される。

## 歴史
エッジウェア・ロード駅は1907年6月15日にベーカー・ストリート&ウォータールー鉄道(BS&WR、現在はベーカールー線)として開業した。この駅はパディントン駅まで延長する1913年10月1日まではターミナルと同じく役に立っていた。
この駅は1990年6月24日から1992年1月28日の間エレベーターを交換するために閉鎖されていた。また、2013年5月25日から12月21日まで、エレベーター交換のため閉鎖されていた。
2007年9月、ロンドン市議会にチャーチ・ストリート・マーケットへ改名することをMurad Qureshiのメンバーが提案した。これで、いままであった混同と同じ駅名があるサークル線、ディストリクト線、ハマースミス&シティー線の駅との混同が終わる。
.

## バスとの接続
ロンドンバスの6、16、18、98、332、414と深夜バスのN16、N18、N98が接続している。

## 隣の駅
ロンドン交通局
ロンドン地下鉄
■ベーカールー線
パディントン駅 - エッジウェア・ロード駅 - メリルボーン駅

## 参照
- ロンドン地下鉄の駅一覧